# Caja TATA

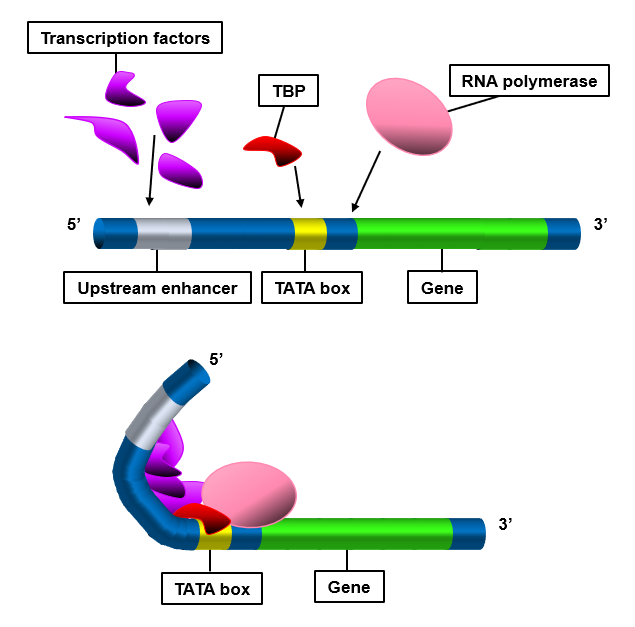
Iniciación de la transcripción. Se observa cómo se une la proteína de unión a TATA (TBP) a la caja TATA.

La caja TATA (también denominada en inglés TATA box o Goldberg-Hogness box) es una secuencia de ADN (secuencia consenso; consensus sequence, en inglés) encontrada en la región promotora de genes de arqueas, bacterias y eucariotas. Se estima que, aproximadamente el 24 por ciento de los genes humanos contienen la caja TATA en sus respectivos promotores.
Considerada como la principal secuencia del promotor, es el sitio de unión tanto de los factores de transcripción como de las histonas (la unión de factores de transcripción bloquea la unión de las histonas y viceversa) y está implicada en el proceso de transcripción por la ARN polimerasa.
Se trata de un promotor focalizado. Este tipo de secuencias se encuentran en, aproximadamente, 1/3 del total de genes humanos transcritos. Es específica de genes regulados, y sobre ella se establece el PIC (Complejo de Preinicio), formado por la ARN polimerasa II y sus GTFs (Factores Generales de la Transcripción). 

## Características
La caja TATA presenta una secuencia consenso del tipo 5'-TATAAA-3', que es seguida generalmente por tres o más adeninas. Se sitúa normalmente unos 25 pares de bases río arriba del sitio de inicio de la transcripción. Se piensa que esta secuencia consenso se ha mantenido prácticamente invariable a lo largo del proceso evolutivo, habiéndose originado posiblemente en un organismo eucariota ancestral. 
Habitualmente, la caja TATA se encuentra unida a la proteína de unión a TATA (TBP) durante el proceso de transcripción. TBP desenrolla el ADN y lo pliega unos 80°. La secuencia rica en AT de la caja TATA facilita dicho desenrollamiento (debido a que la adenina y la timina sólo conforman dos puentes de hidrógeno con la hebra complementaria en lugar de los tres que conforman la guanina y la citosina). TBP se une al ADN de un modo inusual ya que lo hace en el surco menor, por medio de una beta-lámina.
La caja TATA también suele ser el sitio de unión de la ARN polimerasa II. El factor de transcripción TFIID se une a la caja TATA, seguido por la unión de TFIIA en una región corriente arriba respecto de TFIID. TFIIB puede entonces unirse a otra región corriente abajo respecto de TFIID. La polimerasa puede entonces reconocer este complejo multiproteico y unirse a él, junto con otros factores de transcripción tales como TFIIF, TFIIE y TFIIH. A partir de ese momento, la transcripción da comienzo y la polimerasa avanza a lo largo de la hebra de ADN, dejando a TFIID y a TFIIA unidos a la caja TATA, lo cual puede facilitar la unión de moléculas de ARN polimerasa II adicionales.
Este conjunto de ARN polimerasa II y diversos factores de transcripción es conocido como complejo de transcripción basal (BTC). En este estado, sólo se produce un bajo nivel de transcripción. Otros factores deben estimular el BTC para aumentar los niveles de transcripción. Un ejemplo de región de ADN estimulante de BTC en la caja CAAT.
La mayoría de genes no poseen caja TATA y utilizan en su lugar un motivo iniciador o un promotor downstream. En cualquier caso, TBP siempre está involucrado, viéndose forzado a unirse incluso en aquellos casos en los que no existe especificidad de secuencia. Un estudio del genoma ha concluido que el número de promotores dependientes de caja TATA ronda el 10%. Sin embargo, otro estudio más reciente llevado a cabo sobre 1000 genes ha encontrado un 32% de promotores que poseen caja TATA.

## Unión de histonas
La unión de histonas involucra al extremo N-terminal de la histona H4.